# Championnats d'Europe de pentathlon moderne 1987
Navigation
Édition suivante
Les Championnats d'Europe de pentathlon moderne 1987 se sont tenus à Berlin-Ouest.

## Podiums

### Hommes
| Épreuves    | Or                                                                  | Argent       | Bronze                 |
| ----------- | ------------------------------------------------------------------- | ------------ | ---------------------- |
| Individuel  | József Demeter                                                      | Milan Kadlec | Vakht'ang Iagorashvili |
| Par équipes | Union soviétique Vakht'ang Iagorashvili A. Chaplanov German Yuferov | Hongrie      | Royaume-Uni            |